# Grenelle
Grenelle è il 54º quartiere amministrativo di Parigi, situato nel XV arrondissement, a sud-ovest.

## Etimologia
La zona prende il nome dal latino Garanella, ossia una zona boschiva limitrofa. Il nome divenne Guarnelles, e poi Garnelles, prima di essere denominato alla maniera odierna.

## Collegamenti
Attualmente vi è un boulevard de Grenelle, che corre lungo la delimitazione nord del quartiere, e una rue de Grenelle, pochi chilometri a nord-est, nel VII arrondissement di Parigi.